# Рудня (Смолевицький район)
Рудня (біл. вёска Рудня) — село в складі Смолевицького району Мінської області, Білорусь. Село підпорядковане Озерицько-Слобідській сільській раді, розташоване в центральній частині області.